# モノトーン (曲)
「モノトーン」は、日本の音楽ユニットYOASOBIの楽曲。YOASOBI結成5周年の2024年10月1日に各種音楽配信サービスにて配信が開始された。翌日にはCDシングルとして発売された。

## 『ふれる。』
アニメ映画『  ふれる。』の主題歌として書き下ろされた。
原作小説は映画脚本を手掛けた岡田麿里が書き下ろした『ふれる。の、前夜。』である。
主題歌が発表された際、YOASOBIは
「作品を通して感じた“人と人との関係性”と、自分自身が生きていく上で感じている孤独や誰かを想う気持ちと向き合いながら制作しました。世の中は日々発展していって、様々なツールでコミュニケーションが取りやすい環境だからこそ、それ故に感じる孤独と上手く向き合うことが大切だと感じているので、そういった想いも込めています。」
とコメントしていた。

## リリース
YOASOBIのCDシングルとしては「Biri-Biri」以来7ヶ月ぶりとなった。
シングルは完全生産限定版としてリリースされた。表題曲「モノトーン」に加え英語版の「Monotone」,映画本編用に新規パートを追加した「モノトーン - Movie Edit -」、「モノトーン -Instrumental-」が収録されている。
ジャケット写真は、アニメ映画"ふれる。"公式の描き下ろしイラストとなっており、作品に登場する不思議な生き物"ふれる"の言い伝えの本をモチーフにした絵本型ブックレット仕様となっている。また、原作小説『ふれる。の、前夜。』も収録されている。
2024年9月9日には『オールナイトニッポン MUSIC WEEK』にてフル尺が初解禁された。

## ミュージック・ビデオ
ミュージックビデオはリリース同日20:00に公開された。『ふれる。』映画チームが制作したコラボ映像となっており、本編で描かれなかった作品のメインキャラクターとなる幼馴染3人と、不思議な生き物“ふれる”のアニメーションをあらたに描き、楽曲、そして楽曲の原作小説『ふれる。の、前夜。』とリンクした映像となっている。

## Monotone
「Monotone」（モノトーン）は、日本の音楽ユニットYOASOBIの楽曲。2024年10月2日に配信限定シングルとしてリリースされた。
この日は日本語版「モノトーン」配信日の翌日であり、CD発売日と同日である。
訳詞はKonnie Aokiが担当している。

## 収録内容

### 配信
| #  | タイトル       | 作詞・作曲・編曲 | 時間 |
| -- | -------------- | ---------------- | ---- |
| 1. | 「モノトーン」 | Ayase            | 3:30 |

### CD
| #         | タイトル                      | 作詞・作曲・編曲 | 時間  |
| --------- | ----------------------------- | ---------------- | ----- |
| 1.        | 「モノトーン」                | Ayase            | 3:30  |
| 2.        | 「Monotone」                  | Ayase            | 3:30  |
| 3.        | 「モノトーン -Movie Edit-」   | Ayase            | 4:41  |
| 4.        | 「モノトーン -Instrumental-」 | Ayase            | 3:30  |
| 合計時間: | 合計時間:                     | 合計時間:        | 15:11 |